# Stand-up komedija
Stand-up komedija je komična zvrst, v katerem komik nastopa pred občinstvom v živo in jih običajno neposredno nagovarja. Izvajalca te zvrsti lahko nazivamo kot komik, stand-up komik, komedijant.   
V svojem nastopu komik nagovarja občinstvo v obliki pogovora, medtem pa izvaja vnaprej določeno rutino, sestavljeno iz serije šaljivih monologov, zgodb, šal in enovrstičnic. 
Nekateri stand-up komiki uporabljajo v svojih nastopih rekvizite, glasbo ali čarovniške trike kot nadgradnjo nastopa. 